# 구루메역
구루메역(일본어: 久留米駅 구루메에키[*])은 일본 후쿠오카현 구루메시에 위치한 규슈 여객철도 소속의 철도역이며, 규슈 신칸센, 가고시마 본선의 정차역이며, 규다이 본선의 종착역이다.
승강장 구조는 신칸센 2면 2선, 가고시마 본선을 포함한 일반 철도선의 경우 3면 5선이다.

## 승강장

### 규슈 신칸센
| 11 | 규슈 신칸센 | (상행) | 하카타・신오사카 방면        |
| 12 | 규슈 신칸센 | (하행) | 구마모토・가고시마 중앙 방면 |

### 재래선
| 1 | ■ 가고시마 본선 | (상행) | 하카타・고쿠라 방면   |
| 1 | ■ 가고시마 본선 | (하행) | 오무타・구마모토 방면 |
| 1 | ■ 규다이 본선   |        | 히타・유후인 방면     |
| 2 | ■ 규다이 본선   |        | 히타・유후인 방면     |
| 3 | ■ 가고시마 본선 | (상행) | 하카타・고쿠라 방면   |
| 3 | ■ 가고시마 본선 | (하행) | 오무타・구마모토 방면 |
| 3 | ■ 규다이 본선   |        | 히타・유후인 방면     |
| 4 | ■ 가고시마 본선 | (상행) | 하카타・고쿠라 방면   |
| 5 | ■ 가고시마 본선 | (상행) | 하카타・고쿠라 방면   |
| 5 | ■ 규다이 본선   |        | 히타・유후인 방면     |

## 인접역
| 규슈 신칸센                  | 규슈 신칸센                  | 규슈 신칸센                       |
| ---------------------------- | ---------------------------- | --------------------------------- |
| 신토스 하카타 방면           | ■ 규슈 신칸센                | 지쿠고후나고야 가고시마 중앙 방면 |
| 가고시마 본선                |                              |                                   |
| 도스 도스・하카타 방면       | ■ 쾌속 ■ 준쾌속              | 아라키 아라오 방면                |
| 히젠아사히 도스・하카타 방면 | ■쾌속 구마모토 라이너 ■ 보통 | 아라키 아라오 방면                |
| 규다이 본선                  |                              |                                   |
| 시·종착역                    | ■ 보통                       | 구루메코코마에 히타・유후인 방면  |